# Niveria galapagensis
Niveria galapagensis is een slakkensoort uit de familie van de Triviidae. De wetenschappelijke naam van de soort is voor het eerst geldig gepubliceerd in 1900 door Melvill.